# ATC (banda)
A Touch of Class o ATC fue un grupo musical de europop formado en Alemania en 1998 y estuvo activo hasta 2003.
Su canción más destacada fue Around the World (La La La) una versión del popular tema "Pesenka" del grupo ruso Ruki Vverkh! El cual fue lanzado cómo sencillo por el grupo en marzo del 2000, logrando ocupar los primeros puestos en las listas internacionales de Europa y entrando en el top 40 del Billboard Hot 100 de Estados Unidos dónde ocupó el puesto #28.

## Integrantes
A pesar de haberse formado en Alemania, sus miembros fueron extranjeros:
- Joseph "Joey" Murray (nacido el 5 de julio de 1974 en Christchurch, Nueva Zelanda)
- Livio Salvi (nacido el 25 de enero de 1977 en Bérgamo, Bérgamo, Italia)
- Sarah Egglestone (nacida el 4 de abril de 1975 en Melbourne, Victoria, Australia)
- Tracey Elizabeth Packham (nacida el 30 de julio de 1977 en Crawley, Inglaterra, Reino Unido)

## Discografía

### Álbumes
- 2000: Planet Pop
- 2003: Touch the Sky

### Sencillos
| Año                                                                                       | Sencillo                                   | Posición en el chart | Posición en el chart | Posición en el chart | Posición en el chart | Posición en el chart | Posición en el chart | Posición en el chart | Posición en el chart | Posición en el chart | Posición en el chart | Posición en el chart | Certificación (de ventas)                         | Álbum         |
| Año                                                                                       | Sencillo                                   | AUS                  | AUT                  | BEL                  | FIN                  | FRA                  | ALE                  | HOL                  | SUE                  | SUI                  | RU                   | USA                  | Certificación (de ventas)                         | Álbum         |
| ----------------------------------------------------------------------------------------- | ------------------------------------------ | -------------------- | -------------------- | -------------------- | -------------------- | -------------------- | -------------------- | -------------------- | -------------------- | -------------------- | -------------------- | -------------------- | ------------------------------------------------- | ------------- |
| 2000                                                                                      | "Around the World (La La La La La)"        | 11                   | 1                    | 10                   | 7                    | 12                   | 1                    | 5                    | 8                    | 1                    | 15                   | 28                   | - ALE: Platino - AUT: Oro - SUI: Oro - FRA: Plata | Planet Pop    |
| 2000                                                                                      | "My Heart Beats Like a Drum (Dum Dum Dum)" | 76                   | 6                    | 11                   | 12                   | 39                   | 3                    | 37                   | 38                   | 21                   | —                    | —                    | - ALE: Oro                                        | Planet Pop    |
| 2000                                                                                      | "Why Oh Why"                               | —                    | 16                   | 39                   | —                    | —                    | 16                   | —                    | —                    | 64                   | —                    | —                    |                                                   | Planet Pop    |
| 2000                                                                                      | "Thinking of You"                          | —                    | —                    | —                    | —                    | —                    | 46                   | —                    | —                    | 51                   | —                    | —                    |                                                   | Planet Pop    |
| 2001                                                                                      | "I'm In Heaven (When You Kiss Me)"         | —                    | 27                   | —                    | —                    | —                    | 22                   | —                    | —                    | 31                   | —                    | —                    |                                                   | Touch the Sky |
| 2001                                                                                      | "Call on Me"                               | —                    | —                    | —                    | —                    | —                    | —                    | —                    | —                    | —                    | —                    | —                    |                                                   | Touch the Sky |
| 2001                                                                                      | "Set Me Free"                              | —                    | —                    | —                    | —                    | —                    | 44                   | —                    | —                    | —                    | —                    | —                    |                                                   | Touch the Sky |
| 2001                                                                                      | "New York City"                            | —                    | —                    | —                    | —                    | —                    | 81                   | —                    | —                    | —                    | —                    | —                    |                                                   | Touch the Sky |
| "—" indica que la publicación no entró en el chart o bien no se publicó en dicho mercado. |                                            |                      |                      |                      |                      |                      |                      |                      |                      |                      |                      |                      |                                                   |               |